# Nguyễn Thiện Tích
Nguyễn Thiện Tích (1400-?) là người xã Tiền Liệt, huyện Bình Hà, phủ Nam Sách; nay là xã Thanh Hải, huyện Thanh Hà, tỉnh Hải Dương. Ông thi đỗ Đệ tam giáp đồng Tiến sĩ xuất thân, khóa Nhâm Tuất, niên hiệu Đại Bảo năm thứ 3, 1442, đời vua Lê Thái Tông. Làm quan đến chức Thương thư kiêm Đô ngự sử triều đình nhà Lê.